# Жуку
Жуку́ (фр. Joucou) — коммуна во Франции, находится в регионе Лангедок — Руссильон. Департамент коммуны — Од. Входит в состав кантона Белькер. Округ коммуны — Лиму.
Код INSEE коммуны — 11177.
Жуку стала четвёртой коммуной Франции, после Муан-Сарту, Бюлли-ле-Мин и Монтиньяк, которой 13 июня 2009 года официально был присвоен статус «Город против корриды».

## Население
Население коммуны на 2008 год составляло 35 человек.
| 1962 | 1968 | 1975 | 1982 | 1990 | 1999 | 2008 |
| ---- | ---- | ---- | ---- | ---- | ---- | ---- |
| 40   | 48   | 33   | 25   | 25   | 27   | 35   |

## Экономика
В 2007 году среди 21 человека в трудоспособном возрасте (15—64 лет) 14 были экономически активными, 7 — неактивными (показатель активности — 66,7 %, в 1999 году было 50,0 %). Из 14 активных работали 9 человек (6 мужчин и 3 женщины), безработных было 5 (2 мужчин и 3 женщины). Среди 7 неактивных 3 человека были учениками или студентами, 1 — пенсионером, 3 были неактивными по другим причинам.

## Достопримечательности
- Руины церкви аббатства Сен-Жак